# Antoine Carr
Antoine Labotte Carr (Oklahoma City, Oklahoma, 23 de julio de 1961) es un exjugador de baloncesto estadounidense que disputó 16 temporadas en la NBA, además de jugar un año en Italia. Con 2,09 metros de estatura, jugaba de ala-pívot, haciéndose popular por unas enormes gafas oscuras que llevaba para jugar.

## Trayectoria deportiva

### Universidad
Jugó durante cuatro años con los Shockers de la Universidad Estatal de Wichita, donde coincidió con otro futuro jugador de la NBA, Xavier McDaniel. Promedió 17 puntos y 6,9 rebotes por partido.

### Profesional
Fue elegido en el puesto octavo del Draft de la NBA de 1983 por Detroit Pistons. A pesar de ese buen puesto, decidió irse un año a jugar a la Lega italiana, concretamente al Olimpia Milano. Regresó al año siguiente y firmó con Atlanta Hawks, que se había hecho con sus derechos. Allí jugó durante 6 temporadas, saliendo desde el banquillo y con pocos minutos de juego. A mediados de la temporada 1989-90 es traspasado a Sacramento Kings, donde, a pesar de no hacerse con el puesto fijo de titular, firma su mejor campaña al año siguiente, promediando 20,1 puntos por partido.
Al año siguiente es de nuevo traspasado, esta vez a San Antonio Spurs, donde permanecería 3 temporadas antes de firmar por Utah Jazz en 1994. En Utah asumiría a la perfección su rol de sexto hombre ayudando a John Stockton, Karl Malone y demás a llegar en dos ocasiones a las finales de la NBA. sus dos últimas temporadas, ya con 37 años, transcurrieron en Houston Rockets y Vancouver Grizzlies. En esas 16 temporadas promedió 9,3 puntos y 3,4 rebotes por partido.

## Estadísticas de su carrera en la NBA

### Temporada regular
| Año     | Equipo      | PJ  | PT  | MPP  | %TC  | %3P  | %TL  | RPP | APP | ROB | TPP | PPP  |
| ------- | ----------- | --- | --- | ---- | ---- | ---- | ---- | --- | --- | --- | --- | ---- |
| 1984-85 | Atlanta     | 62  | 15  | 19.3 | .528 | .333 | .789 | 3.7 | 1.3 | 0.5 | 1.3 | 8.0  |
| 1985-86 | Atlanta     | 17  | 0   | 15.2 | .527 | –    | .667 | 3.1 | 0.8 | 0.4 | 0.9 | 6.8  |
| 1986-87 | Atlanta     | 65  | 2   | 10.7 | .506 | .333 | .709 | 2.4 | 0.5 | 0.2 | 0.7 | 5.3  |
| 1987-88 | Atlanta     | 80  | 2   | 18.5 | .544 | .250 | .780 | 3.6 | 1.3 | 0.5 | 1.0 | 8.8  |
| 1988-89 | Atlanta     | 78  | 12  | 19.1 | .480 | .000 | .855 | 3.5 | 1.2 | 0.4 | 0.8 | 7.5  |
| 1989-90 | Atlanta     | 44  | 0   | 18.3 | .516 | .000 | .775 | 3.4 | 1.2 | 0.3 | 0.8 | 7.6  |
| 1989-90 | Sacramento  | 33  | 4   | 28.0 | .482 | .000 | .806 | 5.2 | 2.0 | 0.5 | 1.0 | 18.6 |
| 1990-91 | Sacramento  | 77  | 48  | 32.8 | .511 | .000 | .758 | 5.5 | 2.5 | 0.6 | 1.3 | 20.1 |
| 1991-92 | San Antonio | 81  | 27  | 23.0 | .690 | .800 | .764 | 4.3 | 2.8 | 1.4 | 1.2 | 10.9 |
| 1992-93 | San Antonio | 71  | 46  | 27.4 | .538 | .000 | .777 | 5.5 | 1.4 | 0.5 | 1.2 | 13.1 |
| 1993-94 | San Antonio | 34  | 0   | 13.7 | .488 | .000 | .724 | 1.5 | 0.4 | 0.3 | 0.6 | 5.8  |
| 1994-95 | Utah        | 78  | 4   | 21.5 | .531 | .250 | .821 | 3.4 | 0.9 | 0.3 | 0.9 | 9.6  |
| 1995-96 | Utah        | 80  | 0   | 19.2 | .457 | .000 | .792 | 2.5 | 0.9 | 0.4 | 0.8 | 7.3  |
| 1996-97 | Utah        | 82  | 0   | 17.8 | .483 | .000 | .780 | 2.4 | 0.9 | 0.3 | 0.8 | 7.4  |
| 1997-98 | Utah        | 66  | 8   | 16.5 | .465 | –    | .776 | 2.0 | 0.7 | 0.2 | 0.8 | 5.7  |
| 1998-99 | Houston     | 18  | 0   | 8.4  | .404 | .000 | .714 | 1.7 | 0.5 | 0.1 | 0.6 | 2.6  |
| 1999-00 | Vancouver   | 21  | 0   | 10.5 | .438 | –    | .786 | 1.5 | 0.3 | 0.1 | 0.3 | 3.2  |
| Total   | Total       | 987 | 168 | 20.0 | .503 | .130 | .780 | 3.4 | 1.1 | 0.4 | 0.9 | 9.3  |

### Playoffs
| Año   | Equipo      | PJ  | PT | MPP  | %TC  | %3P  | %TL  | RPP | APP | ROB | TPP | PPP  |
| ----- | ----------- | --- | -- | ---- | ---- | ---- | ---- | --- | --- | --- | --- | ---- |
| 1987  | Atlanta     | 9   | 0  | 18.0 | .696 | –    | .813 | 3.0 | 1.4 | 0.3 | 0.9 | 11.6 |
| 1988  | Atlanta     | 12  | 0  | 17.5 | .529 | .000 | .643 | 3.4 | 1.3 | 0.3 | 1.4 | 6.8  |
| 1989  | Atlanta     | 5   | 0  | 16.2 | .619 | –    | .727 | 1.6 | 1.4 | 0.0 | 0.8 | 6.8  |
| 1992  | San Antonio | 3   | 3  | 36.3 | .545 | .500 | .625 | 7.7 | 1.0 | 0.7 | 3.7 | 19.7 |
| 1993  | San Antonio | 8   | 8  | 21.4 | .527 | –    | .600 | 4.8 | 1.1 | 0.4 | 1.1 | 10.5 |
| 1994  | San Antonio | 3   | 0  | 12.3 | .455 | –    | .889 | 0.3 | 1.0 | 0.3 | 0.7 | 6.0  |
| 1995  | Utah        | 5   | 0  | 22.8 | .452 | –    | .833 | 3.0 | 1.4 | 0.6 | 1.0 | 9.6  |
| 1996  | Utah        | 18  | 0  | 18.8 | .474 | –    | .680 | 1.9 | 1.2 | 0.2 | 0.8 | 6.1  |
| 1997  | Utah        | 20  | 0  | 14.0 | .482 | –    | .750 | 2.0 | 0.5 | 0.3 | 0.5 | 4.9  |
| 1998  | Utah        | 20  | 0  | 14.6 | .456 | –    | .750 | 2.1 | 0.6 | 0.1 | 0.6 | 4.4  |
| 1999  | Houston     | 4   | 0  | 9.3  | .364 | –    | –    | 1.8 | 1.0 | 0.0 | 0.3 | 2.0  |
| Total | Total       | 107 | 11 | 17.1 | .514 | .333 | .740 | 2.6 | 1.0 | 0.3 | 0.9 | 6.8  |